# 荘厳院 (伊達政宗側室)
荘厳院（しょうごんいん、? - 寛永21年7月3日（1644年8月5日）は、江戸時代初期の女性。仙台藩初代藩主・伊達政宗の側室。

## 生涯
柴田信恒の娘として生まれる。名は宏（弘）。仙台藩主・伊達政宗の側室となり、阿茶の局と称される。
慶長18年（1613年）に政宗の九男・宗実（喝食丸）を産み、寛永13年（1636年）に政宗が死去すると落飾して果学尼と号する。寛永16年（1639年）、宗実が亘理郡亘理城主・伊達成実の養嗣子に迎えられると、宗実の後見役を命じられた弟の常弘らと共に亘理へ移った。
寛永21年（1644年）7月3日死去。墓所は亘理称名寺。法名は荘厳院善誉果学大禅尼。

## 芝多（柴田）家
荘厳院らが亘理へ移った際に、常弘の嫡男・常元は仙台本藩に残り別家を興した。
この仙台本藩の柴田家は、第3代・常春が伊達綱村の側近として重用されたことにより、着坐の家格に列し、柴田郡村田2000石を拝領した。また常春は、一家（家格）の四保柴田氏と紛らわしいことを理由に、綱村の命により芝多に名字を改めさせられている。
芝多家はその後奉行職（他藩の家老に相当）を多数輩出し、幕末の慶応2年（1866年）に村田から加美郡谷地森（現：加美町谷地森）に移され、廃藩を迎えた。
```
　　　　　　　　　　　┏柴田常元━柴田常信─芝多常春（大波元重の子）
　　　　　┏柴田常弘━┫
柴田信恒━┫　　　 　 ┗柴田常氏
　　　　　┗荘厳院
　　　　　　　┣━━━━伊達宗実
　　　　　　伊達政宗

```